# Губоногие
Губоно́гие, или хилоподы (лат. Chilopoda) — класс членистоногих (артропод) из надкласса многоножек (Myriapoda), насчитывает более 3000 видов. Встречаются повсеместно.

## Описание
Обитают в почвенной подстилке, под древесной корой или в щелях между камнями. Все представители группы — хищники. Захватывают и удерживают добычу с помощью первой пары туловищных конечностей (ногочелюстей), внутри которых расположены ядовитые железы. Яд некоторых представителей опасен для человека и может вызвать онемение и временный паралич. В частности яд японской гигантской сколопендры вызывает тяжёлые отёки и может привести к некрозу тканей.
Описано около 3000 видов. Наиболее известные представители: костянка (род Lithobius), обыкновенная мухоловка (Scutigera coleoptrata) и сколопендры (род Scolopendra). Ископаемые многоножки известны из позднего силура (430 млн лет). Древнейшее известное наземное животное принадлежало виду многоножек Pneumodesmus newmani. В Неотропике (включая Мексику, Центральную и Южную Америку) встречается 310 видов и 91 род губоногих многоножек из 11 семейств.

## Палеонтология
Древнейшие губоногие многоножки были найдены в отложениях силура и девона. Они относятся к отряду Scutigeromorpha.

## Отряды и семейства
24 семейства, около 339 родов и более 3100 видов, включая 6 ископаемых видов (Zhang, 2013).
- † Отряд Devonobiomorpha — вымершая группа
- Отряд геофилы (Geophilomorpha)
  - Aphilodontidae
  - ?Azygethidae
  - Ballophilidae
  - Dignathodontidae
  - Eriphantidae
  - Geophilidae (100, 600; включая Sogonidae и Soniphilidae)
  - Gonibregmatidae
  - Himantariidae
  - Linotaeniidae
  - Macronicophilidae
  - Mecistocephalidae (11, 170)
  - Neogeophilidae
  - Oryidae
  - Schendylidae (35, 220)
- Отряд костянки (Lithobiomorpha)
  - ?Anopsobiidae
  - ?Cermatobiidae
  - Henicopidae (20 родов, 120 видов)
  - Lithobiidae'(43, 1000)
  - ?Pseudolithobiidae
  - ?Pterygotergidae
- Отряд сколопендровые (Scolopendromorpha)
  - Cryptopidae (2,170)
  - Mimopidae (1,1)
  - Plutoniumidae (2,7)
  - Scolopendridae (Otostigmidae) (21, 420)
  - Scolopocryptopidae (8,80)
- Отряд скутигеры (Scutigeromorpha)
  - Pselliodidae (1 род, 3 вида)
  - Scutigeridae (17, 50)
  - Scutigerinidae (2, 3)
- Отряд Craterostigmomorpha
  - Craterostigmidae (1,2)

## Некоторые виды
- Scolopendra gigantea — Гигантская сколопендра
- Allothereua maculata